# Kællingdal
Kællingdal er en lille samling huse ved Vigsø Bugt, godt 2 km øst for Roshage, ikke så langt fra Hanstholm. Hører til Ræhr Sogn.
|  | Denne artikel om lokaliteten Kællingdal kan blive bedre, hvis der indsættes et (bedre) billede. Du kan hjælpe ved at afsøge Wikimedia Commons for et passende billede eller lægge et op på Wikimedia Commons med en af de tilladte licenser og indsætte det i artiklen. |

57°6′58″N 8°39′4″Ø / 57.11611°N 8.65111°Ø